# Six Jours de Münster
Les Six Jours de Münster sont une ancienne course de six jours disputée à Münster, en Allemagne, de 1950 à 1988.
Sa première édition date de 1950 et l'épreuve est maintenue chaque année jusqu'en 1981. En 1987 et 1988, les organisateurs tentent sans succès de relancer les Six Jours.

## Palmarès
| Année    | Vainqueur                           | Deuxième                                | Troisième                              |
| -------- | ----------------------------------- | --------------------------------------- | -------------------------------------- |
| 1950     | Gustav Kilian Jean Roth             | Cor Bakker Henk Lakeman                 | Ludwig Hörmann Jean Schorn             |
| 1951 (1) | Ferdinando Terruzzi Severino Rigoni | Ludwig Hörmann Hans Hörmann             | Rudi Mirke Jean Roth                   |
| 1951 (2) | Ferdinando Terruzzi Severino Rigoni | Émile Carrara Guy Lapebie               | Robert Naeye Ernest Thyssen            |
| 1952     | Walter Bucher Jean Roth             | Ferdinando Terruzzi Severino Rigoni     | Reginald Arnold Alfred Strom           |
| 1953     | Walter Bucher Jean Roth             | Werner Holthöfer Hans Preiskeit         | Waldemar Knocke Heinz Zoll             |
| 1954     | Ludwig Hörmann Hans Preiskeit       | Lucien Gillen Ferdinando Terruzzi       | Walter Bucher Jean Roth                |
| 1955     | Gerrit Peters Gerrit Schulte        | Valentin Petry Walter Schurmann         | Walter Bucher Jean Roth                |
| 1956     | Manfred Donike Edi Gieseler         | Dominique Forlini Georges Senfftleben   | Valentin Petry Walter Schurmann        |
| 1957     | Armin von Büren Jean Roth           | Heinz Scholl Günther Ziegler            | Herbert Weinrich Heinz Zoll            |
| 1958     | Fritz Pfenninger Jean Roth          | Valentin Petry Klaus Bugdahl            | Even Klamer Knud Lynge                 |
| 1959     | Lucien Gillen Peter Post            | Hans Junkermann Ferdinando Terruzzi     | Fritz Pfenninger Mino De Rossi         |
| 1960     | Hans Junkermann Fritz Pfenninger    | Manfred Donike Rolf Roggendorf          | Walter Bucher Oskar Plattner           |
| 1961     | Non-disputés                        |                                         |                                        |
| 1962     | Rudi Altig Hans Junkermann          | Emile Severeyns Rik Van Steenbergen     | Klaus Bugdahl Fritz Pfenninger         |
| 1963     | Freddy Eugen Palle Lykke            | Peter Post Fritz Pfenninger             | Dieter Kemper Horst Oldenburg          |
| 1964     | Dieter Kemper Horst Oldenburg       | Klemens Grossimlinghaus Rolf Roggendorf | Freddy Eugen Palle Lykke               |
| 1965     | Freddy Eugen Palle Lykke            | Klaus Bugdahl Klaus May                 | Hans Junkermann Horst Oldenburg        |
| 1966     | Dieter Kemper Horst Oldenburg       | Klaus Bugdahl Tom Simpson               | Klemens Grossimlinghaus Winfried Bölke |
| 1967     | Klaus Bugdahl Patrick Sercu         | Dieter Kemper Horst Oldenburg           | Hans Junkermann Wolfgang Schulze       |
| 1968     | Rudi Altig Klaus Bugdahl            | Dieter Kemper Horst Oldenburg           | Freddy Eugen Palle Lykke               |
| 1969     | Wolfgang Schulze Horst Oldenburg    | Winfried Bölke Wilfried Peffgen         | Freddy Eugen Albert Fritz              |
| 1970     | Alain Van Lancker Klaus Bugdahl     | Rudi Altig Albert Fritz                 | Wolfgang Schulze Wilfried Peffgen      |
| 1971     | Dieter Kemper Klaus Bugdahl         | Wolfgang Schulze Wilfried Peffgen       | Alain Van Lancker Jürgen Tschan        |
| 1972     | Wilfried Peffgen Albert Fritz       | Wolfgang Schulze Jürgen Tschan          | Leo Duyndam René Pijnen                |
| 1973     | Wilfried Peffgen Albert Fritz       | Dieter Kemper Klaus Bugdahl             | Günther Haritz Udo Hempel              |
| 1974     | Wolfgang Schulze Jürgen Tschan      | Dieter Kemper Klaus Bugdahl             | Günther Haritz Udo Hempel              |
| 1975     | Günther Haritz René Pijnen          | Wolfgang Schulze Jürgen Tschan          | Dieter Kemper Udo Hempel               |
| 1976     | Günther Haritz René Pijnen          | Wilfried Peffgen Albert Fritz           | Wolfgang Schulze Jürgen Tschan         |
| 1977     | Donald Allan Danny Clark            | Günther Haritz René Pijnen              | Wilfried Peffgen Albert Fritz          |
| 1978     | Wilfried Peffgen Albert Fritz       | Roman Hermann Horst Schütz              | Günther Schumacher Udo Hempel          |
| 1979     | Wilfried Peffgen Albert Fritz       | Günther Schumacher Udo Hempel           | Gert Frank René Savary                 |
| 1980     | Donald Allan Danny Clark            | Roman Hermann Horst Schütz              | Wilfried Peffgen Albert Fritz          |
| 1981     | Gert Frank René Pijnen              | Roman Hermann Horst Schütz              | Wilfried Peffgen Albert Fritz          |
| 1982-86  | Non-disputés                        |                                         |                                        |
| 1987     | Roman Hermann Josef Kristen         | Dietrich Thurau Danny Clark             | Dieter Giebken René Pijnen             |
| 1988     | Anthony Doyle Danny Clark           | Volker Diehl Roland Günther             | Roman Hermann Dietrich Thurau          |